# Sanctuary Records
Sanctuary Records – wytwórnia płytowa z siedzibą w Wielkiej Brytanii, filia Universal Music Group.
Do czerwca 2007 była to największa niezależna wytwórnia płytowa w Wielkiej Brytanii i największa niezależna spółka zajmująca się muzyką na świecie. Był to również największy światowy właściciel praw do własności intelektualnej związanej z muzyką, ze zbiorem ponad 150 000 utworów.
Spółka została założona w roku 1976 przez Roda Smallwooda i Andy’ego Taylora, którzy poznali się na studiach w Trinity College w Cambridge i wspólnie organizowali wydarzenia taneczne dla studentów. W roku 1979 w londyńskim pubie Rod odkrył zespół Iron Maiden i został jego managerem. Nazwa wytwórni pochodzi od jednego z utworów zespołu, „Sanctuary”. 15 czerwca 2007 wytwórnia Universal Music Group ogłosiła, że doszła do porozumienia w sprawie zakupu Sanctuary Records za 44,5 mln funtów.

## Artyści
- 3 Colours Red
- Aberfeldy
- Andy Bell
- Anthrax
- Apollyon Sun (w przeszłości)
- The Ataris
- Belle and Sebastian – Rough Trade Records
- Billy Idol
- Bizarre – Urban Division
- Black Sabbath
- Blues Traveler
- Blue Nile
- Brides of Destruction (w przeszłości)
- Bruce Dickinson
- The Charlatans – Creole Records
- Corrosion of Conformity
- Dio
- Peter DiStefano
- DragonForce
- Drowning Pool
- De La Soul – Urban Division
- Earth, Wind and Fire – Urban Division
- Elton John
- Engerica
- Europe
- Fun Lovin’ Criminals
- Gamma Ray
- The Gathering
- Thea Gilmore
- Gizmachi
- Gorky's Zygotic Mynci
- Gravity Kills
- Adam Green
- Groove Armada
- Guns N’ Roses
- Helloween
- Idlewild – Pye Records
- illScarlett
- Iron Maiden (tylko w USA, we współpracy z Columbia Records)
- Jane’s Addiction
- Jimmy Chamberlin Complex
- JoBoxers
- Journey
- King Crimson
- The Kinks
- KISS
- Living Colour
- Lowgold
- Lynyrd Skynyrd
- Manic Street Preachers
- Meat Loaf (w przeszłości)
- Megadeth (w przeszłości)
- Ministry (w przeszłości)
- Morrissey – Attack Records
- Alison Moyet
- Jo O’Meara
- William Orbit
- Orange Goblin
- Dolores O’Riordan
- Kelly Osbourne
- Overkill (w przeszłości)
- Pet Shop Boys (w przeszłości)
- Pitchshifter (w przeszłości)
- Robert Plant i Strange Sensation
- Play
- Queensrÿche (w przeszłości)
- Ray J
- Rollins Band
- RZA
- Saint Etienne
- Scorpions
- Simple Minds
- Status Quo
- Stratovarius
- Tangerine Dream (albumy „Pink Years” i „Blue Years”)
- The Cranberries
- The Strokes – Rough Trade Records (tylko w Wielkiej Brytanii)
- Super Furry Animals
- Tesla
- Ween
- Widespread Panic
- Neil Young
- Uriah Heep
- Tegan and Sara
- Venom
- Within Temptation (w przeszłości, tylko w Wielkiej Brytanii)
- Wu-Tang Clan
- Photek